# ماي أوين
ماي أوين (من مواليد 3 مايو/ أيّار من عام 1891 وتوفّيت في 1988) هي طبيبة من ولاية تكساس الأمريكيّة اكتشفت أنّ بودرة معدن التالك المستخدمة في القفّازات الجراحيّة تسبّب الالتهاب وتتسبّب أيضاً بتشكّل نسجٍ ندبيّة في الغشاء المصليّ البطنيّ (البريتوان). كانت ماي أوين أوّل امرأة تنتخب كرئيسةً لجمعيّة تكساس للأطبّاء الشرعيّين في عام 1945، وأوّل امرأة تتقلّد منصب رئيس الجمعيّة الطبّية في مقاطعة تيرانت في عام 1947، وأصبحت في عام 1960 أوّل امرأة تخدم كرئيسٍ لجمعيّة تكساس الطبّيّة. حصلت ماري أوين على ثاني درجة أستاذيّة تمنحها كلّية الطبّ في جامعة تكساس التقنيّة على الإطلاق، وتلقّت أثناء حياتها المهنيّة العديد من الجوائز والتقديرات، من بينها وضعها في قائمة «صالة النساء الشهيرات في تكساس»، والاعتراف بجدارتها في رابطة تكساس الطبّيّة، وحصولها على القسيمة الخاصّة بجائزة جورج تي كولدويل من جمعيّة تكساس للأطبّاء الشرعيّين.

## سيرة ذاتيّة

### النشأة
ولدت ماي أوين في إحدى المزارع الواقعة بالقرب من مدينة مارلين بمقاطعة فالز في ولاية تكساس الأمريكيّة، في 3 مايو/ أيّار من عام 1891. التحقت أوين بعد تخرّجها من المدرسة الثانويّة بجامعة تكساس المسيحيّة، وبدأت بعد تخرجها منها في عام 1917 العملَ في مختبر ترومان سي تيريل الطبّي في مدينة فورت وورث بولاية تكساس. تقدّمت أوين للعديد من الكلّيّات الطبّيّة، لكنّها لم تحصل على القبول في أيّ منها لأنّ تلك الكلّيّات لم تكن تقبل بانتساب النساء إليها، إلى أن حصلت أخيراً على القبول من كلّيّة الطبّ في جامعة لويفيل الواقعة في مدينة لويسفيل بولاية كنتاكي الأمريكيّة. دفعت جانحة الإنفلونزا الإسبانيّة التي انتشرت في عام 1918 أوين إلى ممارسة مهنتها في علم التشريح. حصلت أوين على شهادة البكالوريوس في عام 1921  وعادت بعد تخرّجها إلى مدينة فورت وورث لفترة وجيزةٍ سافرت بعدها إلى مدينة روشستر في ولاية مينيسوتا الأمريكيّة وذلك بعد أن حصلت على قبولٍ لمراقبة عمليّات تشريح الجثث في مركز مايو كلينيك. تحوّلت مهمّة مراقبة عمليّات التشريح المحدّدة بأسبوعٍ واحد إلى عمل استمرّ لعام كامل، انتقلت بعده إلى مدينة ماديسون الواقعة في ولاية ويسكونسن لدراسة التخدير. عادت أوين مع حلول عام 1927 إلى فورت وورث وانضمّت إلى كلّ من الجمعيّة الطبّيّة في مقاطعة تيرانت وإلى جمعيّة تكساس الطبّيّة الحكوميّة.

### العمل
قبلت ماي أوين في عام 1933 منصب طبيب شرعيّ في مستشفى بيليفو في ولاية نيويورك، لكنّها عادت بعد عام واحد من العمل هناك إلى مختبرات تيريل  حيث أصبحت رئيسة لأطبّاء التشريح فيها. اكتشفت في عام 1936 أنّ بودرة التالك المستخدمة في القفّازات الطبّية تسبّب الالتهابات  والندبات البرتوانيّة. أدّى هذا الاكتشاف إلى حدوث تغييرات في أساليب الجراحة، حصلت أوين –لاكتشافها هذا- على دكتوراه أوين الفخريّة من جامعة تكساس المسيحيّة. انتُخبت أوين في عام 1945 كأوّل امرأة تتولّى منصب رئيس جمعيّة تكساس للأطبّاء الشرعيّين، وانتخبت بعد عامين اثنين، وتحديداً في عام 1947، كأوّل امرأة تتولّى منصب رئيس الجمعيّة الطبّيّة في مقاطعة تيرانت. ساهمت أوين في أوائل الخمسينيّات من القرن العشرين في الأبحاث المتعلّقة بطاعون الماشية الناتج عن التسمّم بثنائي الكلورونفثالين، وساهمت أيضاً في الأبحاث المتعلّقة بمرض السكّري عند الخراف. كرّمت الجمعيّة الطبّيّة في مقاطعة تيرانت أوين بجائزة العصا ذهبيّة الرأس في عام 1952 لمجمل أبحاثها، وتمّ الاعتراف بها فيما بعد من قبل الجمعيّة الأمريكيّة للطبّ البيطري. تلقّت أوين في عام 1953 اعترافاً بالجدارة من جمعيّة تكساس الطبّيّة في معرض للطبّ المهني، وحصلت في عام 1958 على جائزة جورج تي كالدويل من جمعيّة تكساس للأطبّاء الشرعيّين.
انتُخبت أوين في عام 1960 كأوّل امرأة تتولّى منصب رئيس جمعيّة تكساس الطبّيّة، وحصلت بعد تسع سنوات على تكريم من نفس الجمعيّة بجائزة الخدمة المتميّزة، وكانت بذلك أوّل امرأة وخامس شخصٍ على الإطلاق يحصل على هذه الجائزة. رعت أوين في عام 1965 معرضاً صحّيّاً لجمع التبرّعات من أجل إنشاء متحف للصحّة، بُني هذا المتحف فيما بعد وحمل اسم (صالة ماي أوين للعلوم الطبّيّة) تكريماً لها. تبرّعت أوين في عام 1966 لإنشاء صندوق ائتمانيّ للمنح الدراسيّة لطلّاب الطبّ من خلال جمعيّة تكساس الطبّيّة. تبرّعت أوين مع افتتاح كلّيّة الطبّ في جامعة تكساس التقنيّة في عام 1972 ب 20,000 كتاب لمكتبة الكلّيّة، وتمّ في عام 1974، منحها درجة الأستاذيّة في نفس الكلّيّة كأوّل رئيس لقسم علم التشريح فيها، وهي درجة الأستاذيّة الثانية على الإطلاق التي تمنحها الكلّيّة لأحد. تمّ إدراج أوين في عام 1986 في قائمة «صالة النساء الشهيرات في تكساس». توفّيت في 12 أبريل/ نيسان من عام 1988 في مدينة فورت وورث بولاية تكساس.